# Гренье, Эдуар
Эдуа́р Гренье́ (фр. Édouard Grenier; 20 июня 1819 года, Бом-ле-Дам — 4 декабря 1901 года, там же) — французский писатель, поэт, дипломат; друг Ламартина.

## Творчество
Известны его:
- «Petits poèmes»,
- «Poèmes dramatiques»,
- «Amicis»,
- трагедия «Jacqueline Bonhomme»;

Перевёл «Reineke Fuchs» Гёте.
Его «Poésies complètes» изданы в 1882 году.
Лучшими из его стихотворений считаются:
- «Prométhée délivré»,
- «L’Elkovan»,
- «La mort du Juif errant».